# Fabian Gottlieb von Bellingshausen
Fabian Gottlieb Thaddeus von Bellingshausen (9. záříjul./ 20. září 1778greg. Lahetaguse – 13. lednajul./ 25. ledna 1852greg. Kronštadt), též znám jako Fadděj Faddějevič Bellingshausen (rusky Фаддей Фаддеевич Беллинсгаузен) byl důstojník Ruského carského námořnictva, mořeplavec a kartograf. Je považován za objevitele Antarktidy.
Po Fabianu Gottliebu Bellingshausenovi je pojmenováno mnoho míst, například Bellingshausenovo moře v Jižním oceánu, Bellingshausenův ostrov v Jižních Sandwichových ostrovech, Faddějovy ostrovy v moři Laptěvů, Bellingshausenova stanice na ostrově krále Jiřího, Bellingshausenova litosférická deska, kráter Bellinsgauzen na Měsíci a planetka 3659 Bellingshausen.

## Život
Narodil se v rodině baltských Němců na statku Lahetaguse na estonském ostrově Saaremaa (Ösel). Ten patřil v době jeho života k Ruskému impériu. Jeho otec byl Fabian Ernst von Bellingshausen a matka Anna Katharina von Folckern.
V deseti letech se přihlásil jako kadet k carskému námořnictvu a v osmnácti absolvoval námořní akademii v Kronštadtu. Během studia poruštil své jméno a přestal používat šlechtické „von“. Stal se velkým obdivovatelem Jamese Cooka.
V letech 1803–1806 sloužil na Kruzenšternově lodi Naděžda, se kterou se účastnil první ruské námořní výpravy kolem světa. Zde prokázal mimo jiné i své vlohy pro kartografii. Po výpravě byl povýšen do hodnosti kapitán-poručíka a pokračoval v kariéře v ruském námořnictvu. Sloužil nejprve na Baltu, od roku 1810 pak prováděl rozsáhlý hydrografický výzkum v Černém moři.
V letech 1819–1821 velel námořní výpravě k jižnímu polárnímu kruhu a velmi významně přispěl k objevům a výzkumu v antarktické oblasti. Pravděpodobně byl prvním, kdo Antarktidu spatřil.
Po návratu byl povýšen na kontradmirála a sloužil dál v ruském námořnictvu. V roce 1826 se oženil s Annou Dmitrijevnou Bajkovou. Měl 7 dětí, z nichž čtyři se dožily dospělosti. V letech 1828–1829 sloužil v rusko-turecké válce a v září 1828 velel útoku na Varnu. V roce 1838 byl povýšen na admirála a roku 1839 se stal přístavním velitelem Kronštadtu, kterým byl až do své smrti. Zároveň mu byl udělen Řád sv. Vladimíra prvního stupně.

## Výprava k Antarktidě

Trasa Bellingshausenovy antarktické výpravy

Když v roce 1819 car Alexandr I. vydal zplnomocnění k uspořádání námořní výpravy do jižních polárních oblastí, byl Bellingshausen pověřen velením. Byl osloven v květnu 1819 a na přípravu expedice měl jen velmi málo času. Přesto byla výprava velmi dobře vybavená jak potřebami pro posádku, tak moderními přístroji. Cílem totiž nebylo pouhé probádání neznámých oblastí, ale také mnohá vědecká pozorování. Bellingshausen sledoval při své plavbě trasu Jamese Cooka, na jehož cestu měla výprava oficiálně navázat. Podle rozkazů měl nejprve prozkoumat Jižní Georgii a Jižní Sandwichovy ostrovy a potom pokračovat v cestě na jih, až kam to bude možné. Ruská expedice tak Antarktidu obeplula kolem dokola.
Dne 4. července 1819 vyplul Bellingshausen z přístavu Kronštadt se dvěma loděmi; výpravě velel z 600tunové válečné korvety Vostok doprovázené 530tunovou nákladní lodí Mirnyj, kterou řídil Michail Petrovič Lazarev. Posádka čítala 205 mužů. Obě plavidla měla jako jedinou ochranu proti ledu měděné oplechování. Příliš pomalé tempo lodě Mirnyj však ztěžovalo průběh celé výpravy.
První zastávkou byl anglický přístav Portsmouth. V Anglii se Bellingshausen setkal se sirem Josephem Banksem. Ten se o 50 let před ním účastnil první výpravy Jamese Cooka a mohl ruské expedici poskytnout cenné informace, včetně map. Rusové opustili Anglii 5. září a přes Rio de Janeiro, kde kotvili od 2. do 20. listopadu, se vydali k Jižní Georgii. Dorazili tam 27. prosince 1819 a pak pluli dál k Jižním Sandwichovým ostrovům.
Dne 26. ledna 1820 překročil Bellingshausen se svými lidmi jako druhý v historii jižní polární kruh (první byl James Cook v roce 1773). O dva dny později, 28. ledna 1820, se přiblížili k antarktické pevnině v místech dnešního pobřeží princezny Marty (69°21′28″ j. š., 2°14′50″ z. d.). Kvůli šelfovému ledu však nemohli přistát a museli zůstat kotvit asi 40 km od pobřeží. Spor o první zhlédnutí Antarktidy podle nejnovějších bádání A. G. E. Jonese vyhrává právě Bellingshausenova výprava. Jen o dva dny později Antarktidu spatřil Brit Edward Bransfield a po několika měsících (17. listopadu) i Američan Nathaniel Palmer. K pevnině se ruské lodě přiblížily během týdne ještě jednou, tentokrát v místech pobřeží princezny Ragnhildy. 22. února 1820 se však dostaly do těžké bouře, a Bellingshausen byl nucen odvelet výpravu k severu.
Dne 11. dubna Vostok zakotvil v zálivu Port Jackson v dnešním Sydney. Pomalejší Mirnyj dorazil o 8 dní později. 20. května lodě opět vypluly, tentokrát však do Tichomoří, kde strávily zimní sezónu. Výprava navštívila během července a srpna roku 1820 Nový Zéland a část Polynésie, přičemž zde zaznamenala množství dosud neznámých atolů v souostroví Tuamotu. Do Sydney se vrátili 21. září a po krátké přestávce vypluli znovu k jihu. Ještě několikrát překročili jižní polární kruh, ale bouře je vždy donutily zamířit zpět na sever. Až 21. ledna 1821 objevili nový antarktický ostrov a pojmenovali jej podle Petra I. Zde dosáhli nejjižnějšího bodu celé výpravy – 69°59′ jižní šířky. Kvůli špatnému počasí nemohli přistát, a tak se plavili dál k Jižním Shetlandám. 28. ledna spatřili další pevninu a pojmenovali ji jako pobřeží Alexandra I. Jedná se o dnešní ostrov Alexandra I., který je s pevninou spojen mocnou vrstvou šelfového ledu. Zde také potkali osm anglických a amerických tuleňářských lodí a setkali se s Nathanielem Palmerem. Vostok a Mirnyj se poté vrátily přes Rio de Janeiro a Lisabon do Kronštadtu 4. srpna 1821. Plavba tedy trvala celkem 751 dní a zemřeli při ní pouze 3 muži.
Výprava může být hodnocena jako velmi úspěšná. Kromě objevení Antarktidy bylo nalezeno mnoho nových ostrovů v antarktické oblasti i v Tichomoří. Byla provedena různá hydrografická, atmosférická, zoologická, botanická i etnografická pozorování a byly zpracovány nové mapy. Ty dosáhly takové kvality, že byly používány až do roku 1940. Přesto nebyly lodě uvítány s přílišným nadšením a Bellingshausen dokázal své objevy publikovat až deset let po návratu, v roce 1831. I dlouho poté byla jeho výprava mimo Rusko jen málo známá, neboť spisy byly z ruštiny poprvé přeloženy až v roce 1902 (do němčiny) a 1945 (do angličtiny).